# 乌图科泰
乌图科泰（Uthukkottai），是印度泰米尔纳德邦Thiruvallur县的一个城镇。总人口10639（2001年）。

## 人口
该地2001年总人口10639人，其中男性5287人，女性5352人；0—6岁人口1248人，其中男639人，女609人；识字率67.85%，其中男性为76.41%，女性为59.40%。